# Zygmunt Berling

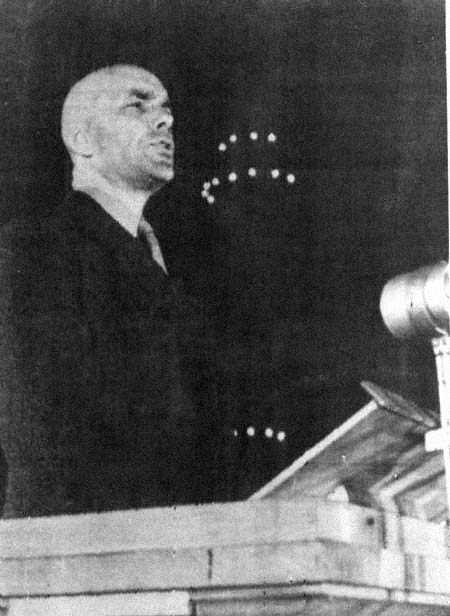
El general Berling durante un discurso, 1944.

Zygmunt Henryk Berling (Limanowa, entonces en el Imperio Austrohúngaro, 27 de abril de 1896-Varsovia, 11 de julio de 1980) fue un militar y político polaco que luchó en la Segunda Guerra Mundial al frente de varias unidades de su país junto al Ejército soviético.

## Biografía
Nació en la localidad de Limanowa, que entonces formaba parte del Imperio Austrohúngaro.
Tras el comienzo de la Primera Guerra Mundial se alistó en las Legiones Polacas al mando de Józef Pilsudski, que se constituyeron como una unidad independiente del Ejército austrohúngaro. Después de la restauración de Polonia como estado soberano, Berling pasó a integrarse en el nuevo Ejército de Polonia y luchó contra los nacionalistas ucranianos en la Guerra polaco-ucraniana. Fue además condecorado con la Orden Virtuti Militari por su papel durante la Batalla de Lwów.
En 1939, ostentando el rango de coronel, tras la invasión de Polonia fue hecho prisionero por los soviéticos junto a varios miles más de oficiales y soldados. Sin embargo, logró escapar con vida de la Masacre de Katyn y en junio de 1941 fue liberado en virtud del acuerdo Sikorski-Maisky. En esta nueva situación, a diferencia de la actitud mostrada por el general Władysław Anders, Berling se mostró cooperativo con los soviéticos, lo que le llevaría a romper con Anders y el gobierno polaco en el exilio. Hacia mayo de 1943 fue nombrado comandante de la 1.ª División de Infantería "Tadeusz Kościuszko", bajo supervisión soviética y formada por antiguos prisioneros polacos en el Frente oriental. Además, fue ascendido por Stalin al rango de general, dentro de un nuevo Ejército Popular Polaco. Algún tiempo después ya se encontraba al mando del 1.º Ejército Polaco.
Después de participar en la ofensiva de Lublin–Brest, en agosto de 1944 las tropas polacas de Berling se encontraban posicionados muy cerca del centro urbano la capital, al otro lado del río Vístula, e intentaron contactar con los resistentes polacos que se habían sublevado en Varsovia. Con este objetivo lanzaron varios importantes ataques para forzar el establecimiento de cabezas de puente que les permitieran cruzar el río. Los combates fueron muy duros y los polacos, que se enfrentaban a divisiones panzer del 9.º Ejército alemán, sufrieron graves bajas sin conseguir resultados apreciables. Las fuerzas de Berling tuvieron sus mayores bajas durante el cruce del Vístula. Esto provocó que Berling fuera destituido del mando por sus superiores soviéticos, que pospusieron por cuatro meses que se lanzara cualquier nueva ofensiva.
Después de la contienda, residió en la Polonia comunista y ocupó diversos cargos en la administración y el gobierno. Se unió al Partido Obrero Unificado Polaco en 1963.